# قائمة الآداب العالمية
هذه قائمة بالأداب العالمية بحسب لغات الشعوب
- الأدب العربي
- الأدب الفرنسي
- الأدب الألماني
- الأدب الإسباني
- الأدب الإنجليزي
- الأدب الروسي
- الأدب الهندي
- الأدب الإيطالي
- الأدب التركي
- الأدب النمساوي
- الأدب الهولندي
- الأدب الصيني
- الأدب الياباني
- الأدب العبري
- الأدب الإسكندنافي
- الأدب الفارسي
- الأدب اليوناني
- الأدب اللاتيني